# 조지안 발라스코
조지안 발라스코(Josiane Balasko, 1950년 4월 15일 ~ )는 프랑스의 배우이다.

## 출연 작품
- 렛 더 선샤인 인 - 맥심 역
- 가르드 알테흐네
- 퍼펙트 타겟 - 미셸 역